# Logone Occidental (Fluss)
Als der Logone Occidental wird in vielen Quellen ein Teilstück des Logone im zentralen Afrika bezeichnet.

## Verlauf
Etwa 30 km nordnordöstlich des Dreiländerecks zwischen Kamerun, dem Tschad und der Zentralafrikanischen Republik vereinen sich der Vina und der Mbéré auf der Grenze zwischen Tschad und Kamerun. Das darauffolgende etwa 250 km lange Teilstück, bis zur Mündung des Pendé, wird, je nach Quelle, dem Mbéré (manchmal auch dem Vina) zugerechnet, aber meist als Logone Occidental (Westlicher Logone) bezeichnet. Mitunter wird auch einfach das Suffix Occidental weggelassen, da der östliche Logone (Logone Oriental) eindeutig durch den Namen Pendé definiert ist

## Hydrometrie
Die Durchflussmenge des Flusses wurde an der Station Moundou in m³/s gemessen
- Diagrammdaten:
- Definition |
- Rohdaten |
- Hilfe